# Berger (Misuri)
Berger es una ciudad ubicada en el condado de Franklin en el estado estadounidense de Misuri. En el Censo de 2010 tenía una población de 221 habitantes y una densidad poblacional de 271,75 personas por km².

## Geografía
Berger se encuentra ubicada en las coordenadas 38°40′1″N 91°20′28″O / 38.66694, -91.34111. Según la Oficina del Censo de los Estados Unidos, Berger tiene una superficie total de 0.81 km², de la cual 0.81 km² corresponden a tierra firme y (0%) 0 km² es agua.

## Demografía
Según el censo de 2010, había 221 personas residiendo en Berger. La densidad de población era de 271,75 hab./km². De los 221 habitantes, Berger estaba compuesto por el 99.55% blancos, el 0.45% eran afroamericanos, el 0% eran amerindios, el 0% eran asiáticos, el 0% eran isleños del Pacífico, el 0% eran de otras razas y el 0% pertenecían a dos o más razas. Del total de la población el 0% eran hispanos o latinos de cualquier raza.